# Kowary
Kowary là một thị trấn thuộc huyện Jeleniogórski, tỉnh Dolnośląskie ở miền tây nam Ba Lan. Thị trấn có diện tích 37 km². Đến ngày 1 tháng 1 năm 2011, dân số của thị trấn là 11497 người và mật độ 307 người/km².